# Lovay László
Lovay László (Budapest, 1952. május 4. – 2018. december 18.) magyar nótaénekes, előadóművész, műsorvezető és zeneszerző. A Magyar Zenei Kulturális Alapítvány alapítója.

## Életpályája
Zongorázni tanult. Gimnáziumi évei alatt tagja volt a kórusnak. Diplomáját a Kereskedelmi és Vendéglátóipari Főiskolán szerezte. Magánének-tanulmányokat folytatott Kovács Magda énektanárnál.1971-től lépett fel énekesként. 1972-ben, végleges működési engedélyt szerzett a Rádióban.
ORI működési engedélyt 1974-ben kapott. 1976-ban az Országos Filharmónia hivatásos működési engedélyét szerezte meg. 1984-ben a Magyar Rádió és a Magyar Televízió közös rendezésében megtartott II. „Nyílik a rózsa” énekversenyén harmadik helyezését ért el, és közönségdíjat kapott. Zeneszerzői munkásságának fontos részei az 1987-ben általa megírt FTC Induló, illetve a Forma 1-hez íródott Száguldás című dala. 1988-ban az Interpop fesztiválon Berentei Péter énekelte a Mindent a szerelemért című szerzeményét.1996-ban kiadott „Az a szép, az a szép” című albuma aranylemez lett. 2013-ban alapítója a Magyar Zenei Kulturális Alapítványnak, amely 2014 óta működik. 2018 decemberében hunyt el.

### 1970-es évek
1971-ben ideiglenes rádiópróba éneklésen vett részt, melyet 1972-ben véglegesített. Ezt követően a Magyar Rádió népzenei főosztályának lett a hivatalos énekese. A következő években számtalan magyar dal felvételt készített vele a Magyar Rádió, amelyek ma is hallhatóak.
1973-ban vizsgák alapján ideiglenes ORI működési engedélyt szerzett, melyet 1974-ben újra vizsgázásként véglegesített, ettől kezdve, mint hivatásos előadóművész közreműködött számtalan nagyszabású ORI rendezvényen.
1974-től éveken keresztül rendszeres fellépője volt a SZÚR (Színész–Újságíró Rangadó) rendezvényeinek a Népstadionban. Fiatal kezdő énekesként a kor legkiválóbb művészeivel lépett egy színpadra (Honthy Hanna, Feleki Kamill, Major Tamás, Gobbi Hilda).
1976-ban az Országos Filharmónia hivatásos működési engedélyét szerezte meg, mint „magyar dal” énekes. Még ugyanebben az évben az Országos Filharmónia tagjává választották.

### 1980-as évek
1984-ben a Magyar Rádió és a Magyar Televízió közös rendezésében megtartott II. „Nyílik a rózsa” énekversenyen harmadik helyezett lett és a közönségdíjat kapott.
Mint zeneszerző is nagyon sikeres ezekben az években, számtalan rangos versenyen indult, mint szerző, és nyert is számtalan díjat.
1986-ban Magyar Televízió „Magyar dal verseny” fődíját nyerte, mint zeneszerző, a dalt előadta Kalmár Magda Kossuth-díjas operaénekes (A szám címe: Ha lehetne még egy életem)
1986-87-ben több dalt írt – mint zeneszerző – Czigány György verseire a Magyar Televízió felkérésére, melyeket Bende Zsolt a Magyar Állami Operaház érdemes művésze tolmácsolásában rögzített az MTV szórakoztató zenei főosztálya.
1986-ban az Interkoncert iroda javaslatára Magyarországot képviselte a Yamaha fesztiválon a „Mindent a szerelemért” című szerzeményével, ahonnan közönségdíjjal tért haza, mint zeneszerző.
1987-ben a Ferencvárosi Torna Club nyílt zenei pályázatot hirdetett az új Fradi induló megírására és népszerűsítésére. Több ezer pályamű közül az általa írt dal elnyerte a fődíjat, és ezzel együtt a közönségdíjat is. A Ferencvárosi Torna Club történelmében született egy új induló, amelyet nemcsak a hivatalos szakmai bizottság, hanem a közönség is szívébe zárt. Még ugyanebben az évben a Fradi induló kitörő sikere kapcsán a Hungaroring Zrt. felkérte, hogy írja meg a Forma1 hivatalos magyarországi indulóját. Ennek ékes bizonyítéka, hogy még ebben az évben megjelent Magyarország utolsó bakelit kislemeze, melynek egyik oldalán az új Fradi induló, másik oldalán pedig a Forma1 hivatalos indulója szerepelt Lovay László előadásában. Ez a lemez több százezer példányban kelt el, így nemcsak aranylemez, hanem platinalemez is lett.
1988-ban szintén a „Mindent a szerelemért” című dallal a siófoki Interpop nemzetközi táncdalfesztiválon indult, mint szerző, szerzeményét közönségdíjjal jutalmazták.
1984-1990 időszak alatt számtalan, a Magyar Rádió és Magyar Televízió által rögzített zenei felvétel készült vele.

### 1990-es évek
1994-ben Hévíz város Pro Kultúra kitüntetésben részesítette, a város érdekében kifejtett kulturális tevékenysége elismeréseképpen.
Művészi pályafutásának 25. évfordulója tiszteletére Hévíz városa díszpolgára címet adományozta neki.
1994-ben megjelentette „Hévízi tó” című első CD-lemezét, amelynek kiadója a LAMARTI Hanglemezkiadó Kft.
1995-ben szintén a LAMARTI Kiadó gondozásában megjelentette következő CD-jét „Három sós perec” címmel.
1996-ban újabb CD lemezzel jelentkezett szintén a LAMARTI Hanglemezkiadó Kft. gondozásában, „Az a szép, az a szép” címmel.
1999-ben, művészi pályafutásának 25. évfordulója tiszteletére, megjelentette negyedik CD lemezét, „Gyere, Bodri kutyám” címmel.
A Magyar Televízió teljes időtartamában rögzítette valamennyi megjelent Magyar Dal lemezéből azokat, melyeken Déki Lakatos Sándor és kitűnő zenekara közreműködött. 1996-ban elkészítette a Magyar Televízióval közösen, ennek a műfajnak első nóta-klip változatát, amely 3 x 25 perces anyagot ölel át. Ezzel forradalmasította a műfajt, és ennek a műfajnak a képi előadásmódját. A Magyar Televízió által rögzített felvételeket, melyek korábban a már megjelent lemezek zenei anyagából készültek – a Televideo megjelentette videókazettán. Ezeket a mai napig DVD formátumban lehet megvásárolni.

### 2000-es évek
2004-2010, mint műsorvezető önálló műsort kapott felkérés alapján a Budapest Televízióban, minden vasárnap, amely műsor valamennyi mért nézettségi szinteken rekordokat döntött.
2004-ben megjelent ötödik „Csak a jók mennek el” című CD-lemez kiadványa szintén a LAMARTI Hanglemezkiadóval. Ebben az évben művészi pályafutásának 30. évfordulója elismeréseképpen Zala megye díszpolgára címet adományozták neki.
2007-ben megjelent hatodik CD lemeze, mely a legsikeresebb dalainak a válogatása, „Így énekelek én” címmel, szintén a LAMARTI Hanglemezkiadó Kft. által.
A LAMARTI Hanglemezkiadó Kft.-vel végzett több éves közös munka eredménye, hogy mind a hat megjelent CD lemeze, aranylemez lett.
Az elmúlt években számtalan tévéfelvételt készített az RTL Klubban és a Magyar Televízióban. A mai napig nincs olyan televíziós zenei adás, akár az RTL Klub, illetve a Muzsika TV, MTV adásain belül, ahol egy-egy dal erejéig ne láthatnánk Lovay László előadóművészt.

### 2010-es évek
2014-ben ünnepelte művészi pályafutásának 40. évfordulóját. Negyven év zenei munkásságával kimagaslóan hozzájárult a magyar népzene és magyar dal hagyományainak ápolásához, és a jövő generációja felé irányt mutatva, e hagyomány megőrzéséhez. Negyvenéves előadói és zenei munkásságával az egyetemes magyar kultúra meghatározó egyénisége.
A Magyar Zenei Kulturális Alapítványt 2013-ban Lovay László előadóművész, énekes hozta létre azzal a céllal, hogy a kultúra, művészet és zene területén olyan hazai, illetve nemzetközi programokat támogasson anyagi és szellemi erőforrásokkal, amelyekben a résztvevők közművelődési és kulturális területen fejtik ki tevékenységüket. Lovay László 2014-ben ünnepelte művészi pályafutásának 40. évfordulóját. Negyven év zenei munkásságával kimagaslóan hozzájárult a magyar népzene és magyar dal hagyományainak ápolásához, és a jövő generációja felé irányt mutatva, e hagyomány megőrzéséhez. Negyvenéves előadói és zenei munkásságával az egyetemes magyar kultúra meghatározó egyénisége.

## Fontosabb díjai és kitüntetései
| Év   | Megnevezés  | Díj Kategória                                                      | Zeneszám                  |
|      |             | II. Nyílik a rózsa énekverseny                                     |                           |
| ---- | ----------- | ------------------------------------------------------------------ | ------------------------- |
| 1984 | díj:        | 3. helyezett                                                       |                           |
| 1984 | díj:        | Közönségdíj                                                        |                           |
|      |             | Magyar dal verseny                                                 |                           |
| 1986 | díj:        | Zeneszerzői fődíj                                                  | Ha lehetne még egy életem |
|      |             | Yamaha Fesztivál                                                   |                           |
| 1986 | díj:        | Szerzői közönség díj                                               | Mindent a szerelemért     |
|      |             | Interpop Nemzetközi Táncdalfesztivál                               |                           |
| 1987 | díj:        | Szerzői közönségdíj                                                | Mindent a szerelemért     |
|      |             | Fradi Induló zenei pályázat                                        |                           |
| 1987 | díj:        | Zeneszerzői fődíj                                                  | Fradi Induló 1987         |
| 1987 | díj:        | közönségdíj                                                        | Fradi Induló 1987         |
|      |             | I. Nemzetközi Dankó Pista énekverseny                              |                           |
| 1990 | díj:        | Zsűri fődíj                                                        |                           |
| 1990 | díj:        | közönségdíj                                                        |                           |
|      |             | Hévíz Pro Kultúra                                                  |                           |
| 1994 | kitüntetés: | város érdekében kifejtett kulturális tevékenysége elismeréseképpen |                           |
|      |             | Hévíz város díszpolgára                                            |                           |
| 1994 | kitüntetés: | művészi pályafutásának 25. évfordulója tiszteletére                |                           |
|      |             | Zala megye díszpolgára                                             |                           |
| 2004 | kitüntetés: | művészi pályafutásának 30. évfordulója elismeréseképpen            |                           |

## Lemezei és díjai
- 1994: Hévízi – tó (Aranylemez)
- 1995: Három sós perec (Aranylemez)
- 1996: Az a szép, az a szép (Platinalemez)
- 1999: Gyere bodri kutyám (Aranylemez)
- 2004: Csak a jók mennek el (Aranylemez)
- 2007: Így énekelek én (Aranylemez)
- Hévíz és Zala megye díszpolgára[2]